# Kỳ thi KLPT
Kỳ thi KLPT là tên viết tắt của Korean Language Proficiency Test (Hangul 세계한국말인증시험 và Hanja 世界韓國말認證試驗) là kỳ thi năng lực tiếng Hàn do Hội ngôn ngữ Hàn Quốc (Korean Language Society 한글 학회) đứng ra tổ chức, đối tượng là những người mà tiếng Hàn Quốc không phải là tiếng mẹ đẻ.
Cùng với TOPIK, KLPT là kỳ thi đánh giá năng lực tiếng Hàn chuẩn mực, phổ biến và được chấp nhận rộng rãi nhất. KLPT tập trung nhiều hơn vào kỹ năng giao tiếp thực tế cần thiết cho cuộc sống tại Hàn Quốc.
Tại Hàn Quốc, Luật Cấp phép việc làm cho lao động nước ngoài (2003) có quy định về Chương trình cấp phép việc làm cho lao động nước ngoài (Employment Permit System - 외국인 고용 관리시스템) viết tắt là EPS quy định liên quan đến việc cho phép lao động nước ngoài tới Hàn Quốc làm việc trong đó có các quy định về yêu cầu ngôn ngữ, đi cùng với đó là kỳ thi sát hạch năng lực ngôn ngữ được tổ chức dưới hình thức bài thi KLPT hoặc TOPIK nên được gọi là kỳ thi EPS-KLPT hoặc EPS-TOPIK (Thường gọi Kỳ thi tiếng Hàn cho xuất khẩu lao động)

## Hình thức và cấu trúc bài thi

### Bài thi B-KLPT (KLPT cơ bản)
B-KLPT là bài thi cấp độ cơ bản hướng tới đối tượng các thí sinh học tiếng Hàn trong 150-200 tiếng để đánh giá năng lực giao tiếp cơ bản của thí sinh.
Cấu trúc bài thi như sau:
| Phần thi  | Nội dung thi            | Số câu | Điểm | Tổng điểm | Thời gian |
| Nghe      | Tranh ảnh               | 8      | 32   | 100       | 40 phút   |
| Nghe      | Đàm thoại               | 9      | 36   | 100       | 40 phút   |
| Nghe      | Nói chuyện              | 8      | 32   | 100       | 40 phút   |
| Đọc hiểu  | Từ vựng                 | 6      | 24   | 100       | 50 phút   |
| Đọc hiểu  | Văn phạm & cách sử dụng | 6      | 24   | 100       | 50 phút   |
| Đọc hiểu  | Thực hành thông tin     | 7      | 28   | 100       | 50 phút   |
| Đọc hiểu  | Đọc hiểu                | 6      | 24   | 100       | 50 phút   |
| Tổng cộng |                         | 50     | 200  | 200       | 90 phút   |

Đánh giá kết quả bài thi như sau:
| Điểm     | Trình độ năng lực                                 | Tiêu chuẩn đánh giá trình độ giao tiếp tiếng Hàn | Tiêu chuẩn đánh giá năng lực sử dụng từ chuyên môn |
| Dưới 120 | Trình độ giao tiếp chưa hoàn chỉnh                | Kiến thức về tiếng Hàn rời rạc, biết ít từ mới, chỉ biết cấu trúc cú pháp, không có khả năng giao tiếp với người khác.                                                              | Không có khả năng tham gia giao tiếp hàng ngày bằng tiếng Hàn |
| 120 ~160 | Hạn chế trong cách biểu đạt ngôn từ cơ bản        | Có khả năng ứng đáp tiếng Hàn đơn giản trong các tình huống thân thuộc hay trong sinh hoạt hàng ngày, độ chính xác và việc hoàn chỉnh ngôn ngữ còn thiếu.                           | Là người mới học tiếng Hàn nên khó khăn trong viêc diễn đạt mọi thứ bằng chữ viết và lời nói. Chỉ có thể hiểu và giao tiếp nhất định trong những tình huống sinh hoạt hàng ngày được giới hạn từ trước. Gặp khó khăn trong các hoạt động xã hội. |
| 161~ 200 | Có khả năng tham gia các hoạt động xã hội cơ bản. | Có khả năng giao tiếp trong cuộc sống hàng ngày và trong quan hệ với người khác, nhưng gặp khó khăn trong việc sử dụng thành thạo các cách diễn đạt đa dạng trong nhiều tình huống. | Với vốn từ vựng cơ bản, có khả năng viết thư hoặc email ngắn, viết lại những yêu cầu đơn giản trong công việc vì vậy có khả năng sử dụng vốn từ chuyên môn cơ bản trong các tình huống nhất định.                                                |

### Bài thi KLPT
| Phần thi  | Mô tả                                   | Số câu  | Thời gian | Tổng điểm |
| Nghe      | Nghe và trả lời các câu hỏi             | 40      | 40 phút   | 200       |
| Từ vựng   | Điền từ thích hợp                       | 15      | 70 phút   | 75        |
| Từ vựng   | Tìm từ không đúng                       | 15      | 70 phút   | 75        |
| Ngữ pháp  | Điền cấu trúc ngữ pháp thích hợp        | 15      | 70 phút   | 75        |
| Đọc hiểu  | Hiểu hình thức và nội dung các đoạn văn | 15      | 70 phút   | 75        |
| Đàm thoại | Các thành ngữ sử dụng trong giao tiếp   | 15      | 70 phút   | 75        |
| Đàm thoại | Hoàn thành các bài hội thoại            | 15      | 70 phút   | 75        |
| Tổng cộng |                                         | 100 câu | 110 phút  | 500 điểm  |

Đánh giá kết quả bài thi như sau:
Điểm tổng các phần của thí sinh là cơ sở xác định năng lực theo 6 cấp độ từ 1 đến 6 tương ứng với 6 cấp của Khung tham chiếu trình độ ngoại ngữ chung châu Âu CEFR.
| Cấp độ | Khung CEFR | Điểm    |
| ------ | ---------- | ------- |
| 1      | A1         | 200-245 |
| 2      | A2         | 250-295 |
| 3      | B1         | 300-345 |
| 4      | B2         | 350-395 |
| 5      | C1         | 400-445 |
| 6      | C2         | 450-500 |

## Tổ chức thi
KLPT và B-KLPT lần lượt diễn ra 2 lần một năm, thường vào ngày chủ nhật thứ tư của tháng 1, tháng 4, tháng 7 và tháng 10.